# Wädenswil
Wädenswil es una ciudad suiza del cantón de Zúrich, situada en el distrito de Horgen. Tiene una población estimada, a finales de 2020, de 24,817 habitantes.

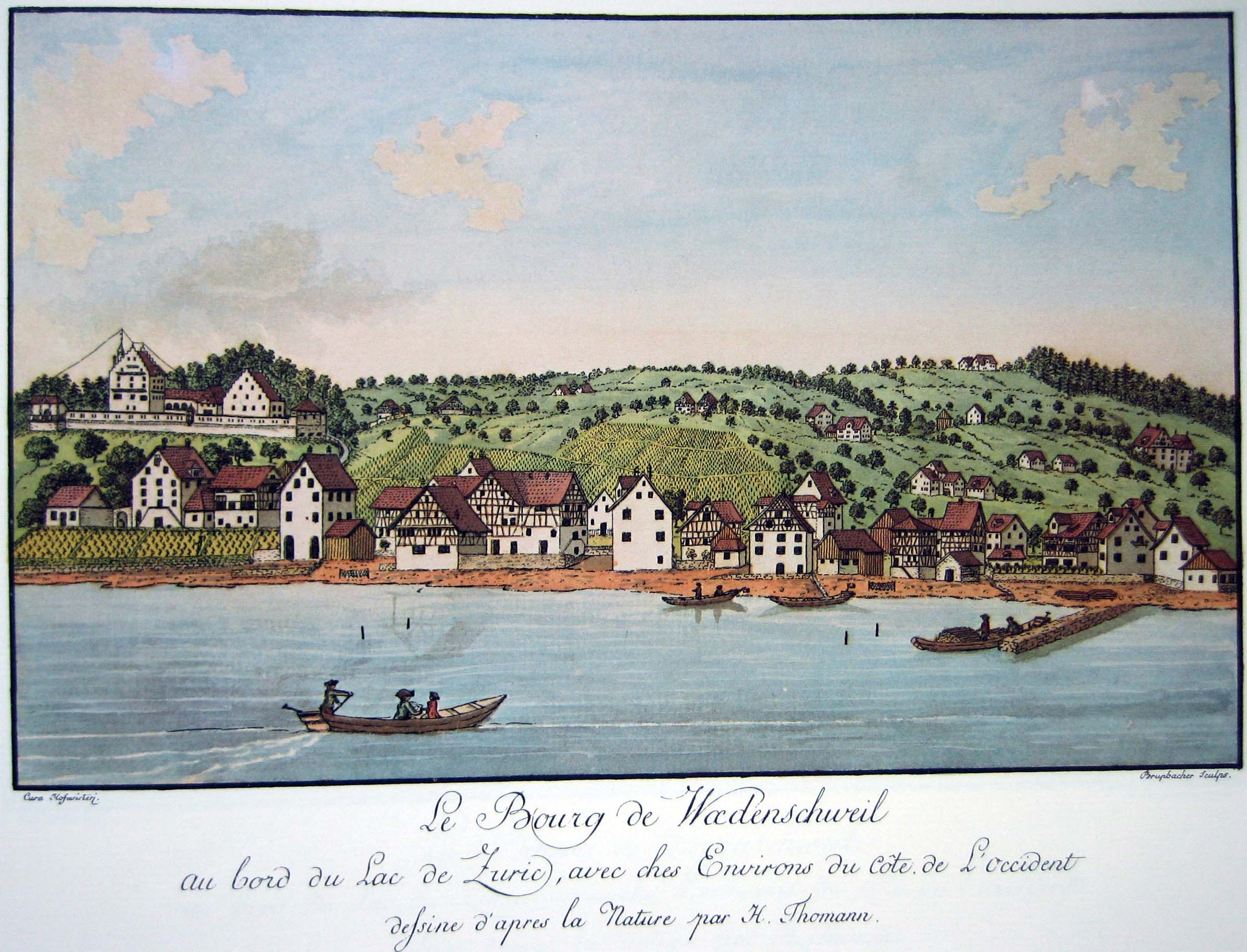
Wädenswil y el Lago Zúrich, 1794.

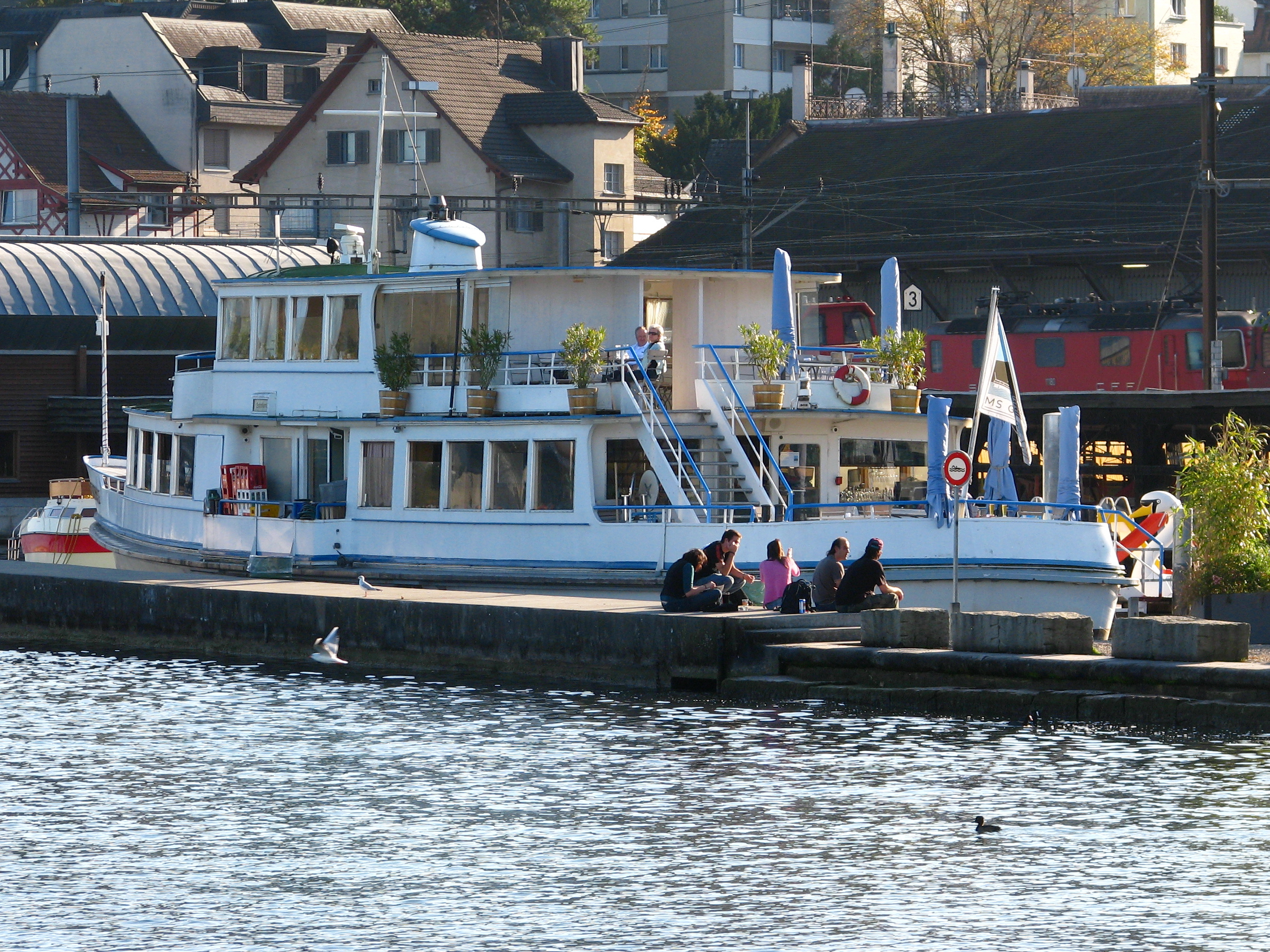
El barco Glärnisch en el puerto de Wädenswil.

## Transportes
Ferrocarril
Cuenta con una estación principal situada en el núcleo de Wädenswil, la estación de Wädenswil, donde efectúan parada trenes de larga distancia, regionales y de la red de cercanías S-Bahn Zúrich, y la estación de Au, que se ubica en el noroeste de la comuna, donde se detienen únicamente los trenes de cercanías de S-Bahn Zúrich.